# Choreutis minuta
Choreutis minuta is een vlinder uit de familie van de glittermotten (Choreutidae). De wetenschappelijke naam van de soort is voor het eerst geldig gepubliceerd in 1979 door Arita & Diakonoff.